# Suncor Energy
Suncor Energy — канадская нефтедобывающая компания. Штаб-квартира расположена в Калгари, провинция Альберта, основная специализация — разработка битуминозных песков. В списке крупнейших компаний мира Forbes Global 2000 за 2022 год заняла 261-е место (363-е по размеру выручки, 360-е по чистой прибыли, 584-е по активам и 358-е по рыночной капитализации).

## История
Компания была основана в 1919 году в качестве канадского филиала Sun Oil (современная Sunoco); первоначально называлась Sun Company of Canada. В 1967 году началась разработка битуминозных песков в провинции Альберта, для чего была создана компания Great Canadian Oil Sands, в которой Sunoco принадлежал контрольный пакет акций. В 1979 году все канадские активы Sunoco были объединены в дочернюю компанию Suncor; в 1995 году эта компания стала самостоятельной. В 2003 и 2005 годах были куплены два нефтеперерабатывающих завода в Коммерс-сити (штат Колорадо).
В 2009 году была поглощена компания Petro-Canada. Она была основана в 1975 году как государственная нефтяная компания Канады, в 1991 году была приватизирована, ей принадлежали два НПЗ (Монреаль и Эдмонтон), сеть автозаправок, нефтедобывающие активы в Канаде и других странах.
В 2016 году была куплена компания Canadian Oil Sands, управляющая предприятием по переработке битуминозных песков в синтетическую нефть Syncrude. Проект Syncrude возник в 1964 году как исследовательский центр, в 1973 году началось строительство предприятия, которое в 1978 году начало работу. Проект является совместным предприятием нескольких канадских и иностранных компаний, на 2021 год Suncor Energy в нём принадлежало 58,74 %, Imperial Oil — 25 %, Sinopec — 9,03 %, CNOOC — 7,23 %.

## Деятельность
Компания занимается разработкой битуминозных песков, получением из них синтетической нефти, а также морской добычей нефти и газа в территориальных водах Канады, Великобритании и Норвегии, имеет доли в проектах в Ливии и Сирии (в Сирии работа приостановлена с 2011 года). Ей принадлежат три нефтеперерабатывающих завода в Канаде и один в США, а также сеть автозаправок Petro-Canada.
В 2021 году средний уровень добычи углеводородов составил 731,7 тыс. баррелей в сутки, производство синтетической нефти составляло 468,6 тыс. баррелей в сутки, битума — 175,6 тыс. баррелей, других углеводородов — 87,5 тыс. баррелей.
Выручка за 2021 год составила 39,1 млрд канадских долларов, из них 32,3 млрд пришлось на Канаду, 5,8 млрд — на США.
Основные подразделения по состоянию на 2021 год:
- Нефтяные пески — разработка битуминозных песков месторождения Атабаска в провинции Альберта, а также из переработка и продажа нефтепродуктов; выручка 18,4 млрд канадских долларов.
- Нефтедобыча — добыча нефти и газа у берегов Канады (Терра-Нова), в Северном и Норвежском морях, Ливии и Сирии; выручка 2,5 млрд канадских долларов.
- Нефтепереработка и маркетинг — переработка синтетической и обычной нефти, продажа нефтепродуктов, сеть зарядных станций для электромобилей; выручка 22,9 млрд канадских долларов.
- Другая деятельность и корпоративный центр — другая деятельность включает 4 ветряные электростанции в Канаде; убыток 1,5 млрд канадских долларов.